# آندریاس یشکه
آندریاس یشکه (انگلیسی: Andreas Jeschke؛ زادهٔ ۶ سپتامبر ۱۹۶۶) بازیکن فوتبال اهل آلمان است.
از باشگاه‌هایی که در آن بازی کرده‌است می‌توان به باشگاه فوتبال سن پائولی و باشگاه فوتبال بوخوم اشاره کرد.